# Sanjō Sanetomi
Det här är en artikel om en person med japanskt personnamn; Sanjō är familjenamnet.

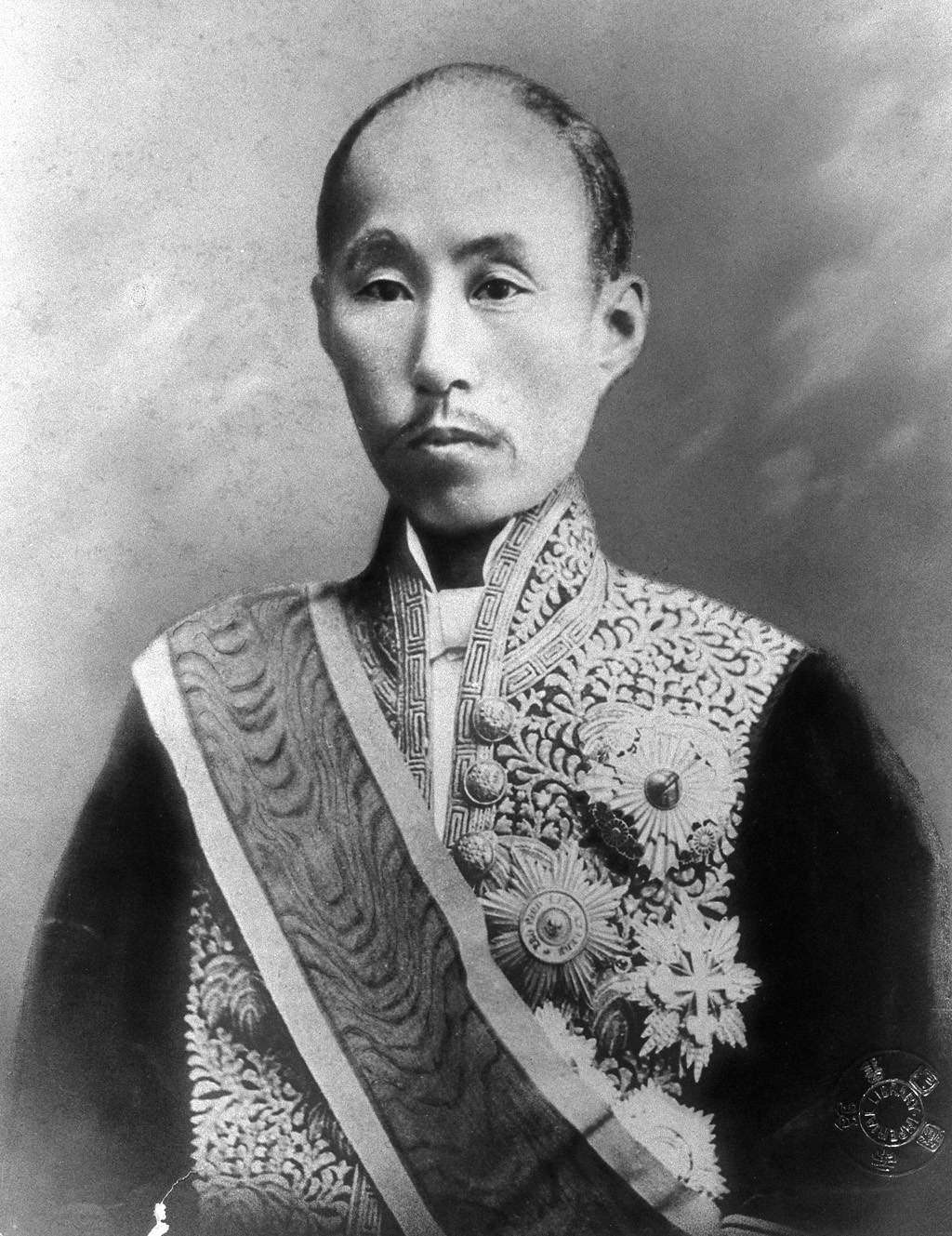
Furst Sanjo Sanetomi

Sanjō Sanetomi (三条 実美), född 14 mars 1837 i Kyoto, död 18 februari 1891, var en japansk hovädling, statsman och furste.
Sanjō Sanetomi var son till naidaijin (motsvarande lordsigillbevarare) Sanjō Sanetsumu som var av en högättad hovadelsfamilj med sitt ursprung i huset Fujiwara.. Han innehade flera hovämbeten, var en framstående förespråkare av sonno joi (budskapet att ära kejsaren och driva ut barbarerna) inom hovet.  År 1865 lyckades han tillsammans med Okubo Toshimichi skapa en hemlig överenskommelse med länen Satsuma, Choshu och Tosa mot Tokugawashogunatet, men flydde sedan till Choshu för att undvika huset Tokugawas hämnd. När en statskupp utförts 1867 kunde han dock åter inneha höga ämbeten och var under Meijirestaurationen 1868 en kontakt mellan kejsaren och reformanhängarna som tagit den politiska makten. Sanjō blev 1871 daijo-daijin (rikskansler, ordförande i högsta regeringsrådet daijokan) fram till daijokans avskaffande 1885. Under denna inföll bland annat straffexpeditionen till Formosa och Satsumaupproret, där han medlade mellan Satsuma och Choshu. När daijokan ersattes med ett kabinettsystem 1885 blev han lordsigillbevarare, och efter Regeringen Kurodas gemensamma avgång var han dessutom ställföreträdande premiärminister. Under sina sista år fortsatte han utöva stort förtroende som kejsarens förtrognaste politiska rådgivare.